# Willy Kanis
Willy Kanis (ur. 27 lipca 1984 w Kampen) – holenderska kolarka torowa i BMX, trzykrotna medalistka torowych mistrzostw świata i trzykrotna medalistka świata BMX.

## Kariera
Pierwszy sukces w karierze Willy Kanis osiągnęła w 2005 roku, kiedy zdobyła srebrny medal na mistrzostwach świata BMX w Perth. Na mistrzostwach świata BMX w Paryżu w 2005 roku i rok później, podczas mistrzostw świata BMX w São Paulo Kanis zdobywała złote medale. Od tej pory skupiła się na kolarstwie torowym, swój pierwszy medal zdobywając na mistrzostwach świata w Palma de Mallorca w 2007 roku, gdzie wspólnie z Yvonne Hijgenaar wywalczyła srebrny medal w sprincie drużynowym. Podczas igrzysk olimpijskich w Pekinie w 2008 roku wzięła udział tylko w sprincie indywidualnym, który ukończyła na czwartej pozycji, przegrywając walkę o podium z Chinką Guo Shuang. Ponadto na mistrzostwach świata w Prszukowie w 2009 roku zdobyła brązowe medale w sprincie indywidualnym i keirinie. Startowała także na mistrzostwach świata w Kopenhadze, gdzie najbliżej medalu była w wyścigu na 500 m, w którym była czwarta -  w walce o brąz lepsza była Olga Panarina z Białorusi.